# Jaroslav Levinský
Jaroslav Levinský, né le 11 février 1981 à Valašské Meziříčí, est un joueur de tennis tchèque, professionnel de 1999 à 2014.

## Palmarès

### Titres en double (5)
| No | Date       | Nom et lieu du tournoi               | Catégorie   | Dotation  | Surface         | Partenaire      | Finalistes                           | Score            |          |
| -- | ---------- | ------------------------------------ | ----------- | --------- | --------------- | --------------- | ------------------------------------ | ---------------- | -------- |
| 1  | 12-07-2004 | The Priority Telecom Open Amersfoort | Int' Series | 355 000 $ | Terre (ext.)    | David Škoch     | José Acasuso Luis Horna              | 6-0, 2-6, 7-5    | Parcours |
| 2  | 30/01/2006 | PBZ Zagreb Indoors Zagreb            | Int' Series | 355 000 $ | Moquette (int.) | Michal Mertiňák | Davide Sanguinetti Andreas Seppi     | 7-66, 6-1        | Parcours |
| 3  | 24-07-2006 | Studena Croatia Open Umag            | Int' Series | 375 000 $ | Terre (ext.)    | David Škoch     | Guillermo García-López Albert Portas | 6-4, 6-4         | Parcours |
| 4  | 07-07-2008 | Allianz Suisse Open Gstaad           | Int' Series | 368 000 € | Terre (ext.)    | Filip Polášek   | Stéphane Bohli Stanislas Wawrinka    | 3-6, 6-2, [11-9] | Parcours |
| 5  | 13-07-2009 | Catella Swedish Open Båstad          | ATP 250     | 398 250 € | Terre (ext.)    | Filip Polášek   | Robert Lindstedt Robin Söderling     | 1-6, 6-3, [10-7] | Parcours |

### Finales en double (10)
| No | Date       | Nom et lieu du tournoi                | Catégorie   | Dotation  | Surface         | Vainqueurs                            | Partenaire       | Score             |          |
| -- | ---------- | ------------------------------------- | ----------- | --------- | --------------- | ------------------------------------- | ---------------- | ----------------- | -------- |
| 1  | 19-07-2004 | Croatia Open Umag                     | Int' Series | 375 000 $ | Terre (ext.)    | José Acasuso Flavio Saretta           | David Škoch      | 4-6, 6-2, 6-4     | Parcours |
| 2  | 25-10-2004 | St. Petersburg Open Saint-Pétersbourg | Int' Series | 975 000 $ | Moquette (int.) | Arnaud Clément Michaël Llodra         | Dominik Hrbatý   | 6-3, 6-2          | Parcours |
| 3  | 27-02-2006 | Tennis Channel Open Las Vegas         | Int' Series | 380 000 $ | Dur (ext.)      | Bob Bryan Mike Bryan                  | Robert Lindstedt | 6-3, 6-2          | Parcours |
| 4  | 09-10-2006 | Kremlin Cup Moscou                    | Int' Series | 975 000 $ | Moquette (int.) | Fabrice Santoro Nenad Zimonjić        | František Čermák | 6-1, 7-5          | Parcours |
| 5  | 23-10-2006 | Grand Prix de tennis de Lyon Lyon     | Int' Series | 775 000 $ | Moquette (int.) | Julien Benneteau Arnaud Clément       | František Čermák | 6-2, 63-7, [10-7] | Parcours |
| 6  | 29-01-2007 | PBZ Zagreb Indoors Zagreb             | Int' Series | 391 000 $ | Moquette (int.) | Michael Kohlmann Alexander Waske      | František Čermák | 7-65, 4-6, [10-5] | Parcours |
| 7  | 30/04/2007 | BMW Open by FWU AG Munich             | Int' Series | 391 000 $ | Terre (ext.)    | Philipp Kohlschreiber Mikhail Youzhny | Jan Hájek        | 6-1, 6-4          | Parcours |
| 8  | 23-07-2007 | Studena Croatia Open Umag             | Int' Series | 391 000 $ | Terre (ext.)    | Lukáš Dlouhý Michal Mertiňák          | David Škoch      | 6-1, 6-1          | Parcours |
| 9  | 27-07-2009 | Allianz Suisse Open Gstaad            | ATP 250     | 398 250 € | Terre (ext.)    | Marco Chiudinelli Michael Lammer      | Filip Polášek    | 7-5, 6-3          | Parcours |
| 3  | 28/09/2009 | Proton Malaysian Open Kuala Lumpur    | ATP 250     | 850 000 $ | Dur (int.)      | Mariusz Fyrstenberg Marcin Matkowski  | Igor Kunitsyn    | 6-2, 6-1          | Parcours |

### Titre en double mixte
Aucun

### Finale en double mixte (1)
| No | Date       | Nom et lieu du tournoi    | Catégorie | Dotation    | Surface    | Vainqueurs              | Partenaire         | Score    |          |
| -- | ---------- | ------------------------- | --------- | ----------- | ---------- | ----------------------- | ------------------ | -------- | -------- |
| 1  | 18-01-2010 | Australian Open Melbourne | G. Chelem | 9 264 098 $ | Dur (ext.) | Cara Black Leander Paes | Ekaterina Makarova | 7-5, 6-3 | Parcours |

## Parcours dans les tournois duGrand Chelem

### En simple
N'a jamais participé à un tableau final.

### En double
| Année | Open d'Australie              | Open d'Australie       | Internationaux de France    | Internationaux de France    | Wimbledon                    | Wimbledon                 | US Open                    | US Open                   |
| ----- | ----------------------------- | ---------------------- | --------------------------- | --------------------------- | ---------------------------- | ------------------------- | -------------------------- | ------------------------- |
| 2002  | —                             | —                      | —                           | —                           | 1er tour (1/32) K. Beck      | D. Johnson J. Palmer      | 2e tour (1/16) D. Škoch    | N. Healey J. Kerr         |
| 2003  | —                             | —                      | —                           | —                           | —                            | —                         | —                          | —                         |
| 2004  | —                             | —                      | 1er tour (1/32) F. Volandri | M. Ančić I. Ljubičić        | 1er tour (1/32) F. Volandri  | S. Aspelin T. Perry       | 2e tour (1/16) D. Hrbatý   | J. Björkman T. Woodbridge |
| 2005  | 1er tour (1/32) D. Škoch      | A. Calatrava D. Ferrer | 2e tour (1/16) K. Beck      | K. Kim Lee H-t.             | 1/8 de finale K. Beck        | L. Paes N. Zimonjić       | 2e tour (1/16) K. Beck     | L. Burgsmüller M. Youzhny |
| 2006  | 1er tour (1/32) G. Galimberti | D. Hrbatý M. Mertiňák  | 1er tour (1/32) T. Cibulec  | T. Parrott V. Spadea        | 1er tour (1/32) R. Lindstedt | P. Petzschner O. Rochus   | 2e tour (1/16) F. Čermák   | L. Friedl M. Youzhny      |
| 2007  | 1/8 de finale F. Čermák       | J. Coetzee R. Wassen   | 1er tour (1/32) D. Hrbatý   | S. Aspelin J. Knowle        | 1/8 de finale D. Škoch       | F. Santoro N. Zimonjić    | 1er tour (1/32) T. Perry   | M. Mertiňák P. Pála       |
| 2008  | 1er tour (1/32) M. Mertiňák   | J. Melzer A. Peya      | 1er tour (1/32) D. Škoch    | M. Fyrstenberg M. Matkowski | 1er tour (1/32) D. Škoch     | I. Kunitsyn D. Toursounov | 1er tour (1/32) E. Butorac | M. McClune K. Van't Hof   |
| 2009  | —                             | —                      | 1/8 de finale I. Zelenay    | B. Soares K. Ullyett        | 2e tour (1/32) K. Beck       | A. Pavel H. Tecău         | 1/8 de finale L. Friedl    | C. Ball C. Guccione       |
| 2010  | 1er tour (1/32) T. Parrott    | R. Junaid P. Luczak    | —                           | —                           | —                            | —                         | —                          | —                         |
| 2011  | —                             | —                      | —                           | —                           | —                            | —                         | —                          | —                         |
| 2012  | —                             | —                      | —                           | —                           | —                            | —                         | —                          | —                         |
| 2013  | —                             | —                      | 1er tour (1/32) Lu Y-h.     | M. Granollers M. López      | 1er tour (1/32) J. Hájek     | M. Llodra N. Mahut        | 2e tour (1/16) J. Veselý   | S. Stakhovsky M. Youzhny  |
| 2014  | —                             | —                      | 1er tour (1/32) P. Marx     | R. Bautista I. Sijsling     | 2e tour (1/16) J. Veselý     | E. Butorac R. Klaasen     | 1er tour (1/32) F. Čermák  | M. Draganja F. Mergea     |

N.B. : le nom du ou de la partenaire se trouve sous le résultat ; le nom des ultimes adversaires se trouve à droite.

### En double mixte
| Année | Open d'Australie | Open d'Australie | Internationaux de France | Internationaux de France | Wimbledon                     | Wimbledon                 | US Open                      | US Open                  |
| ----- | ---------------- | ---------------- | ------------------------ | ------------------------ | ----------------------------- | ------------------------- | ---------------------------- | ------------------------ |
| 2013  | -                | -                | -                        | -                        | 1er tour (1/32) L. Dekmeijere | Donna Vekić James Blake   | -                            | -                        |
| 2014  | -                | -                | -                        | -                        | 2e tour (1/16) J. Husárová    | Ashleigh Barty John Peers | 1er tour (1/16) K. Koukalová | Melanie Oudin Rajeev Ram |

N.B. : le nom de la partenaire se trouve sous le résultat ; le nom des ultimes adversaires se trouve à droite.